# 奈良佐保短期大学
奈良佐保短期大学（日语：／ Nara Saho Tanki Daigaku *），简称佐保短，是一所位于日本奈良县奈良市的私立短期大学。

## 概要

### 简介
- 学校最早可以追溯到1931年[1][2]。短期大学为于1965年开办[2]、由学校法人佐保会学园经营[3]、为男女同校从2001年[2]。

### 历史
- 1965年 佐保女学院短期大学成立并同时设置一个学科即家政科[2]。
- 1967年 家政科分离为两个专攻、以下列举[2]。
  - 家政专攻
  - 食物营养专攻（以后招生到2008年）
- 1968年 改校名为奈良佐保女学院短期大学[2]。
- 1973年 初等教育科成立[2]。
- 1988年 家政科改编为生活科学科、家政专攻改编为生活科学专攻（以后招生到于2000年）[2]。
- 1999年 生活福利专攻成立于生活科学科（以后招生到于2008年）[2]。
- 2001年 改校名为奈良佐保短期大学。初等教育科改编为幼儿教育科。开始招収男学生[2]。
- 2003年 福利专攻成立于专科[2]。
- 2009年 两个学科改名为、以下列举[2]。
  - 幼儿教育科→地域儿童学科
  - 生活科学科→生活未来科
- 2010年 日语教育业余课程成立[2]。

### 宪章
- 请参看奈良佐保短期大学的标志 （页面存档备份，存于） （日語） 2014年5月12日阅览。

## 学校环境
- 校区：在奈良县奈良市

## 历任校长
- 波多腰やす：第一代短期大学校长[4]。
- 马越かよ子：现在短期大学校长[2]

## 组织

### 学科
- 生活未来科
- 地区儿童学科

### 前学科
| - 生活科学科 - 生活科学专攻 - 食物营养专攻 - 生活福利专攻 |

### 专科
| - 福利专攻 |

### 业余课程
| - 日语教育业余课程 |

### 附属学校
- 生驹幼儿园[5]
- 河内长野幼稚园[6]
- 仓敷幼稚园[7]

### 附属机关
| - 图书馆 - 生涯学习教育中心 - 信息媒体中心 - 地区育儿支援中心 |

## 相关链接
- 日本短期大学列表